# WinStar Farm
WinStar Farm är ett stuteri och ägarstall för amerikansk engelska fullblodshästar nära Versailles, Kentucky, USA. Stuteriet ägs av Kenny Troutt. WinStar vann Eclipse Award for Outstanding Owner (2010) och Outstanding Breeder (2016).

## Framstående segrare
WinStar Farm ägde 2018 års Triple Crown-vinnare Justify, 2010 års Kentucky Derby-vinnare Super Saver, 2010 års Belmont Stakes-vinnare Drosselmeyer och 2016 års Belmont Stakes-vinnare Creator. Anmärkningsvärda avelshingstar som har verkat på Winstar Farm inkluderar tvåfaldiga Breeders' Cup Classic vinnaren Tiznow, ledande avelshingsten i Nordamerika Distorted Humor, samt Pioneerof the Nile, som är far till Triple Crown-vinnaren och Breeders' Cup Classic-vinnaren American Pharoah.

## WinStar som ägare
Även om WinStar främst är känt som ett stuteri, har de också ägt flera anmärkningsvärda hästar, som tävlat under WinStars färger.
- Justify, segrare av Triple Crown, efter Scat Daddy, köpt på Keeneland Sales 2015 för $500,000[3]
- Bluegrass Cat, segrade i Haskell Invitational och var tvåa i Kentucky Derby 2006. Egen uppfödning efter Storm Cat.
- Colonel John, segrade i Santa Anita Derby and Haskell Invitational 2008. Egen uppfödning efter Tiznow
- Well Armed, segrade i Dubai World Cup 2009 med rekordstor marginal (14 längder). Egen uppfödning efter Tiznow[4]
- Super Saver†, segrade i Kentucky Derby 2010. Egen uppfödning efter Maria's Mon
- Drosselmeyer, segrade i Belmont Stakes 2010 och Breeders' Cup Classic 2011. Egen uppfödning efter Distorted Humor
- Commissioner†, segrade i Hawthorne Gold Cup Handicap 2015, och var tvåa i Belmont Stakes 2014. Egen uppfödning efter A.P. Indy
- Creator, segrade i Belmont Stakes 2016, efter Tapit. Köpt på Keeneland September Sales 2014 för $440,000[5]
- Tourist†, segrade i Breeders' Cup Mile 2016. Egen uppfödning efter Tiznow[6]

"Egen uppfödning" betyder att WinStar ägde modern till hästen vid tidpunkten för fölningen, inte fadern.
† Står för närvarande på WinStar Farms

## Avelshingstar

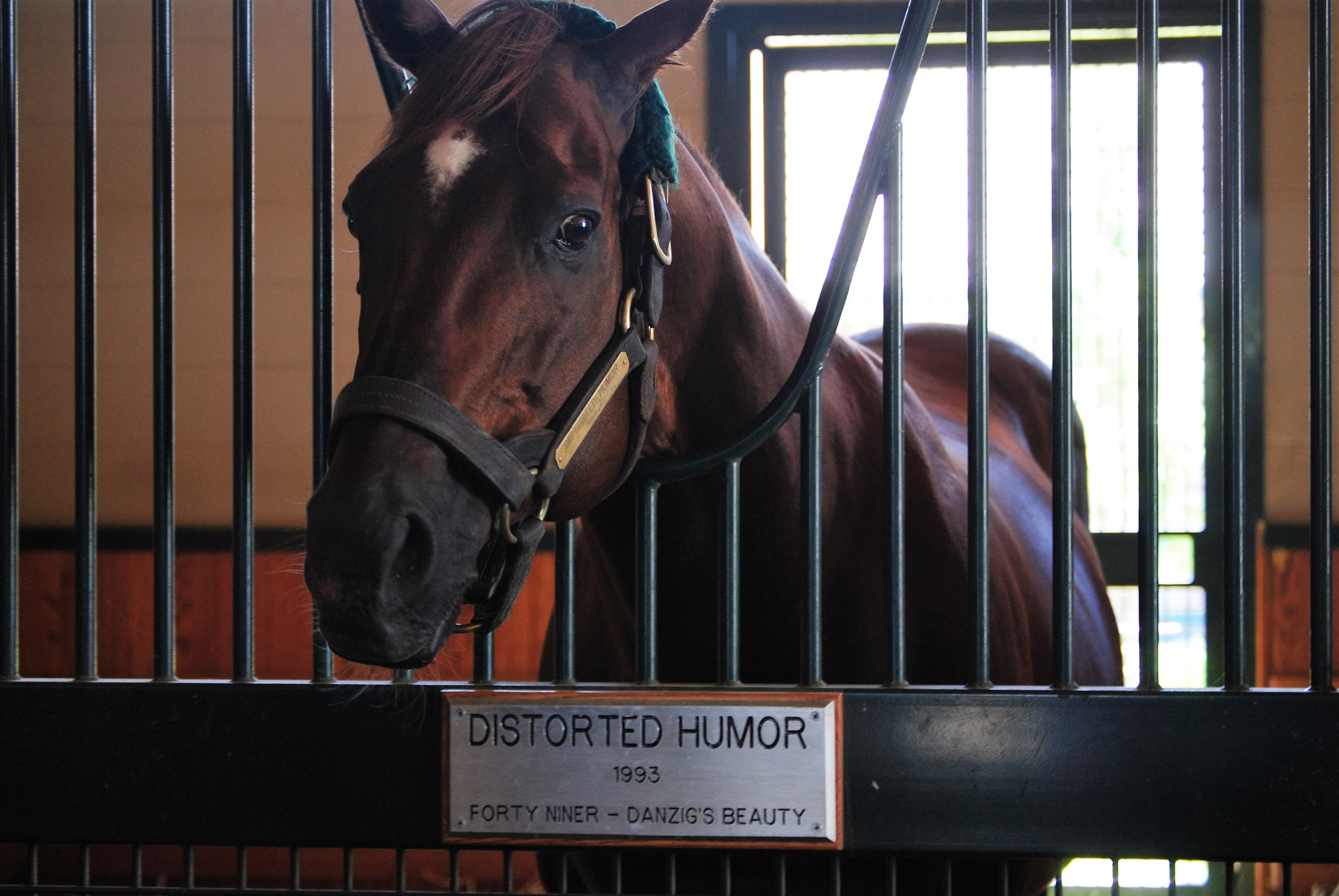
Distorted Humor, juli 2015.
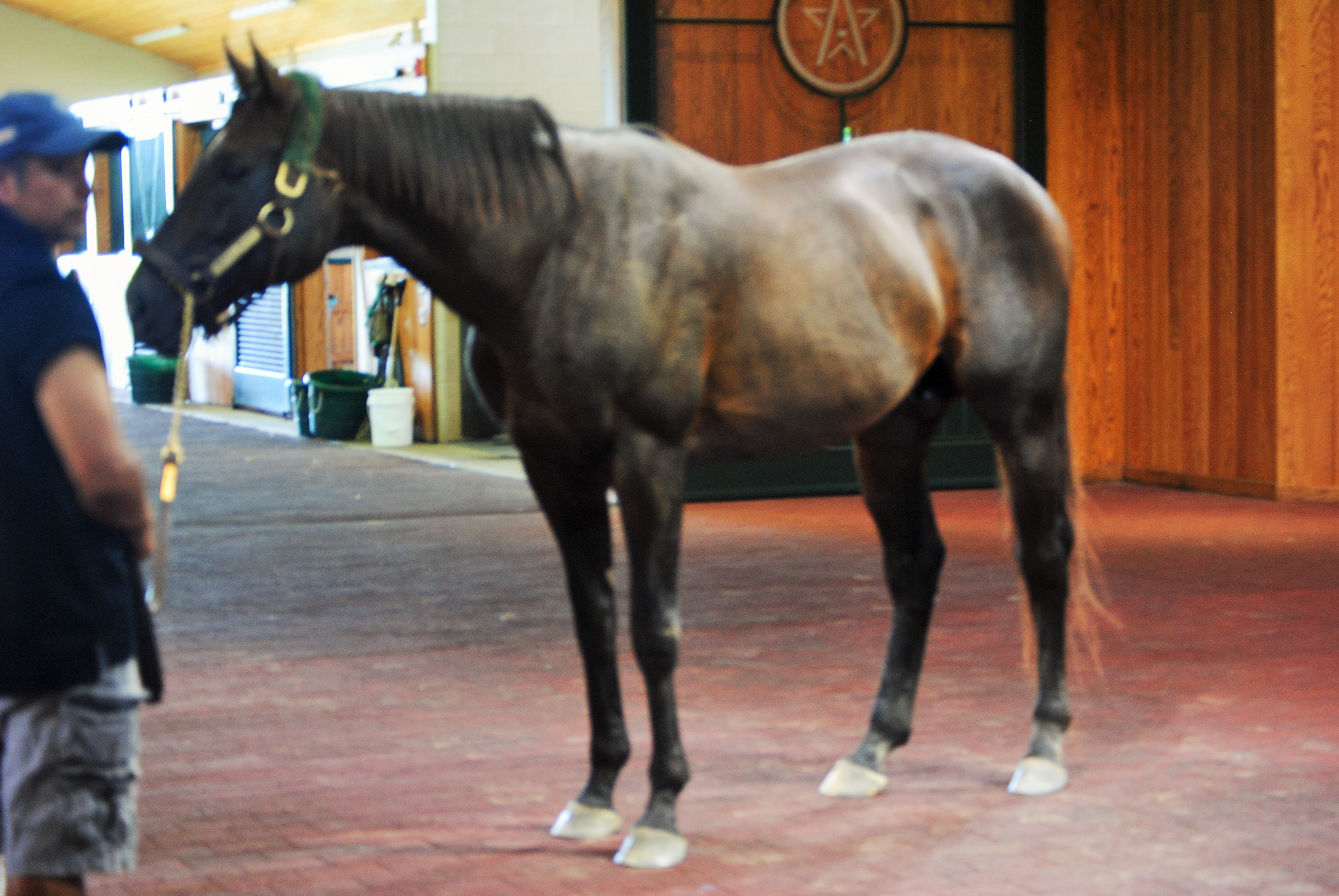
Pioneerof the Nile, juli 2015.
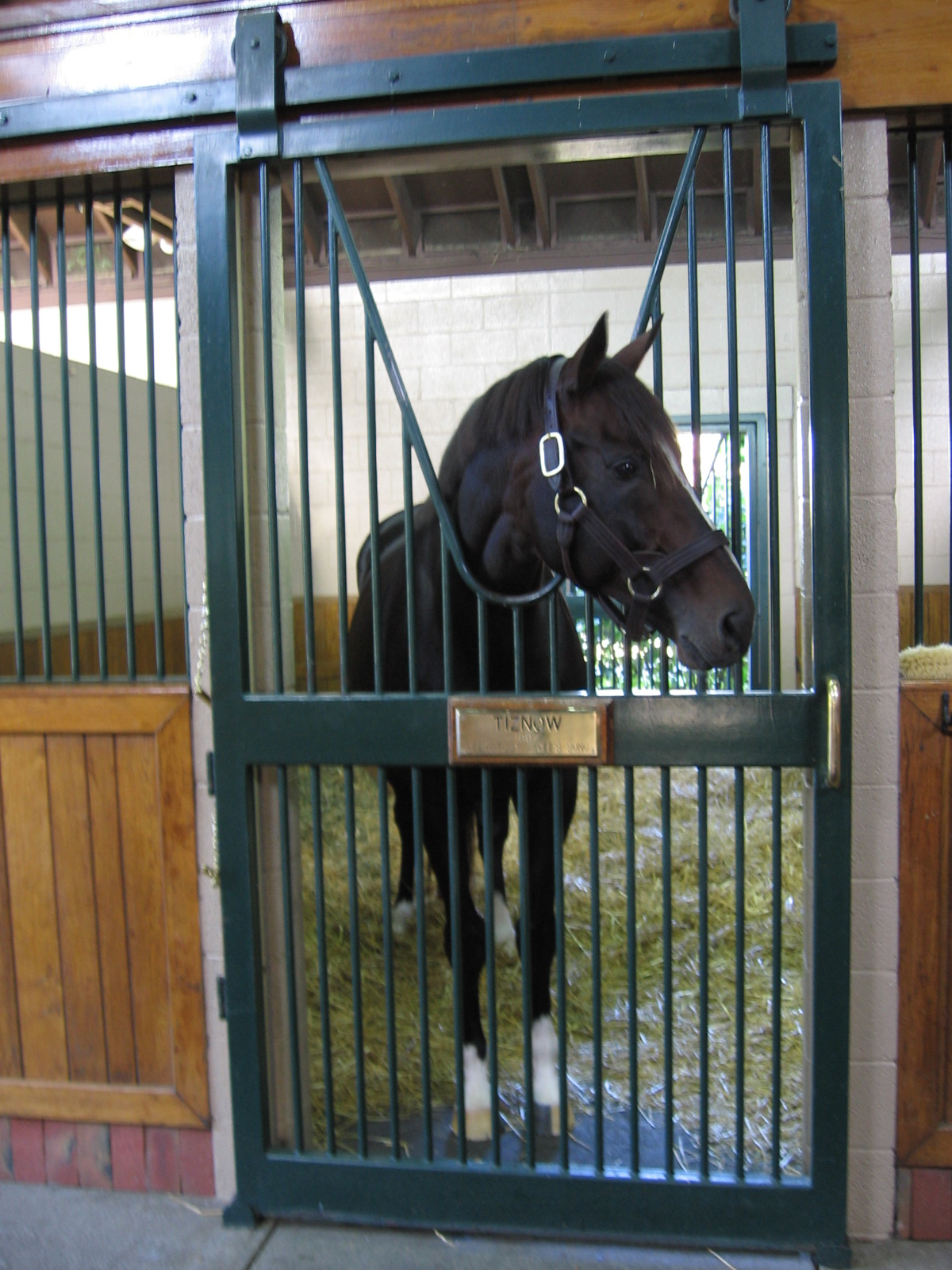
Tiznow i sin box på WinStar Farms.
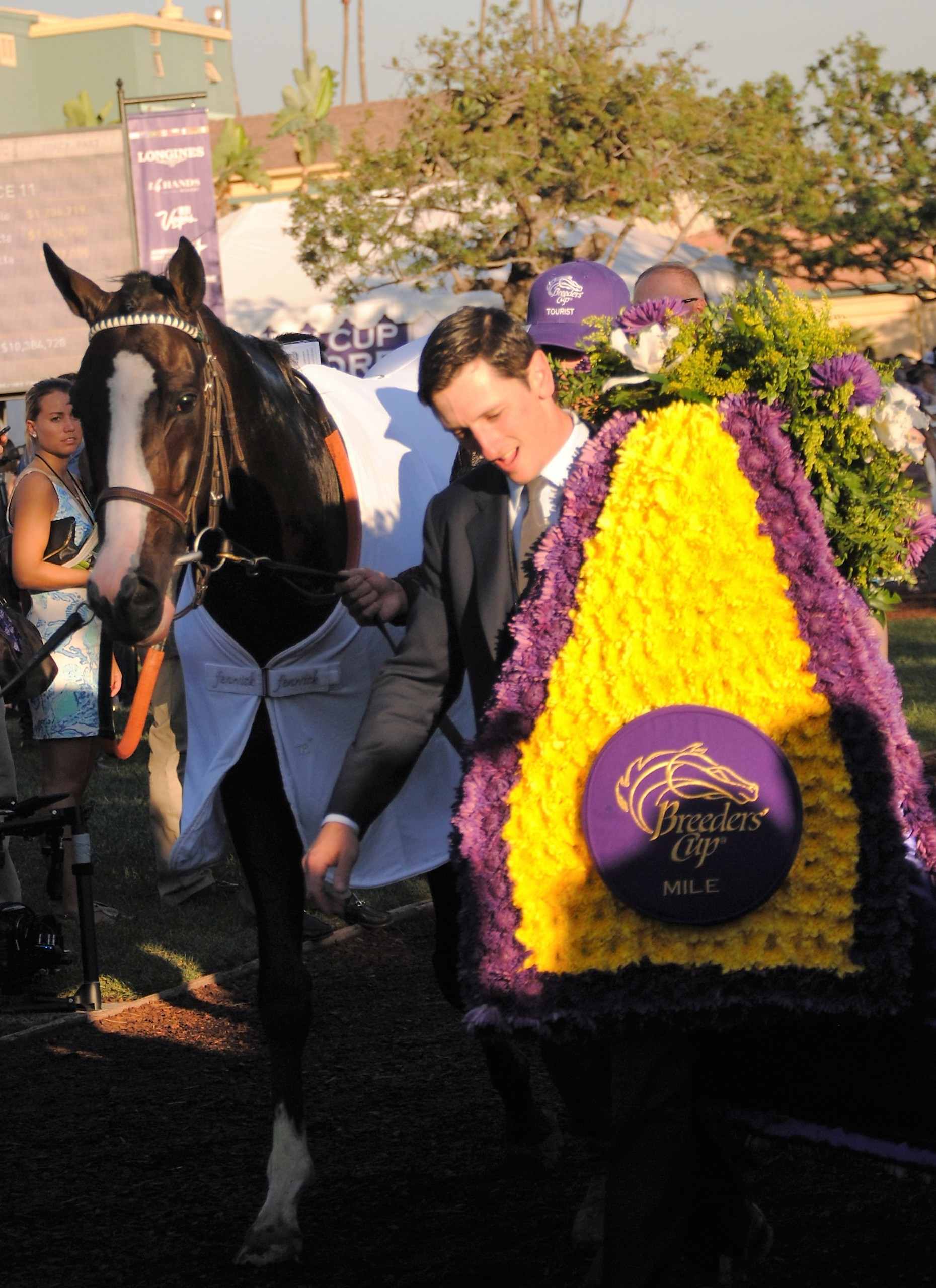
Tourist efter Breeders' Cup Mile.
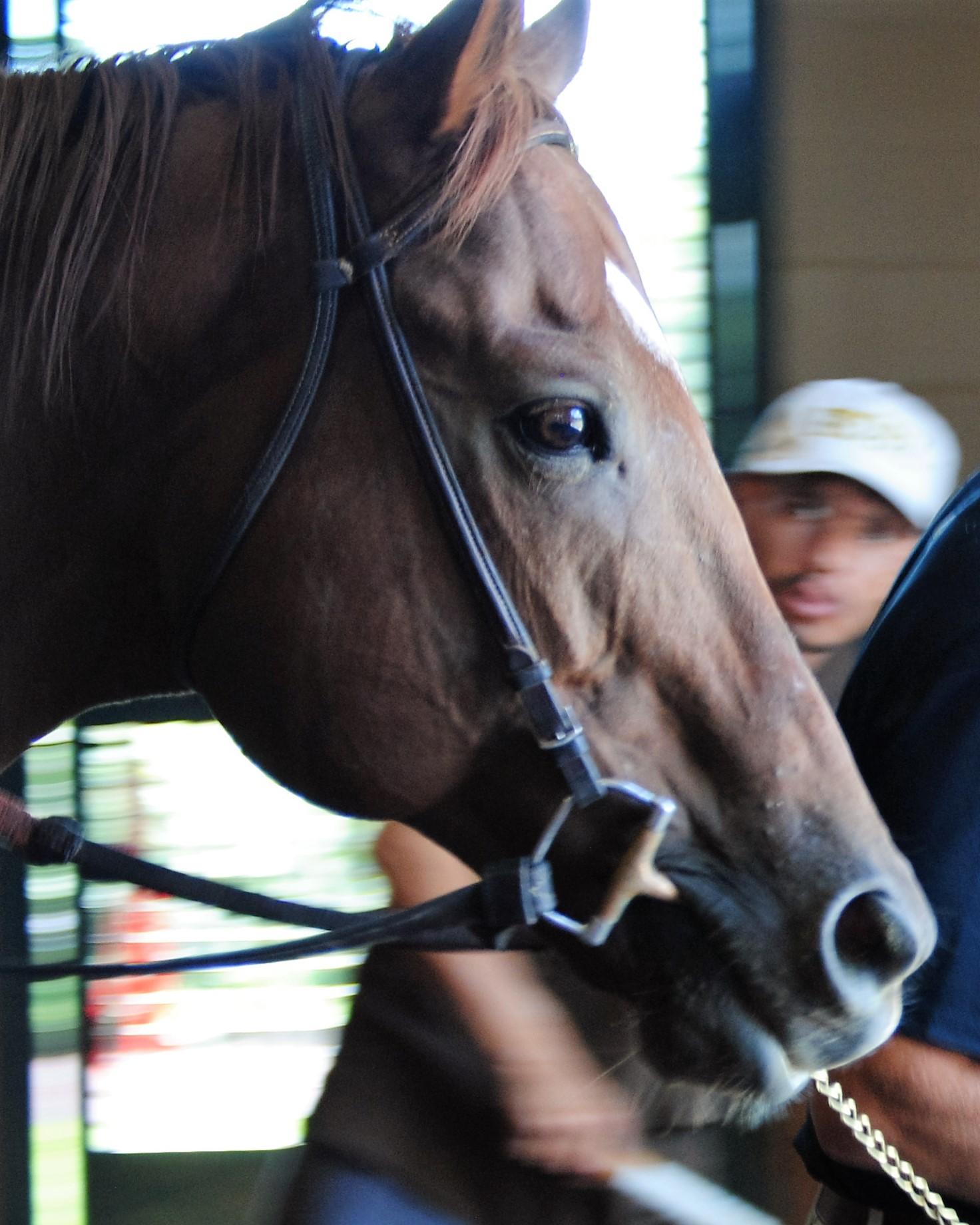
Speightstown, juli 2015.
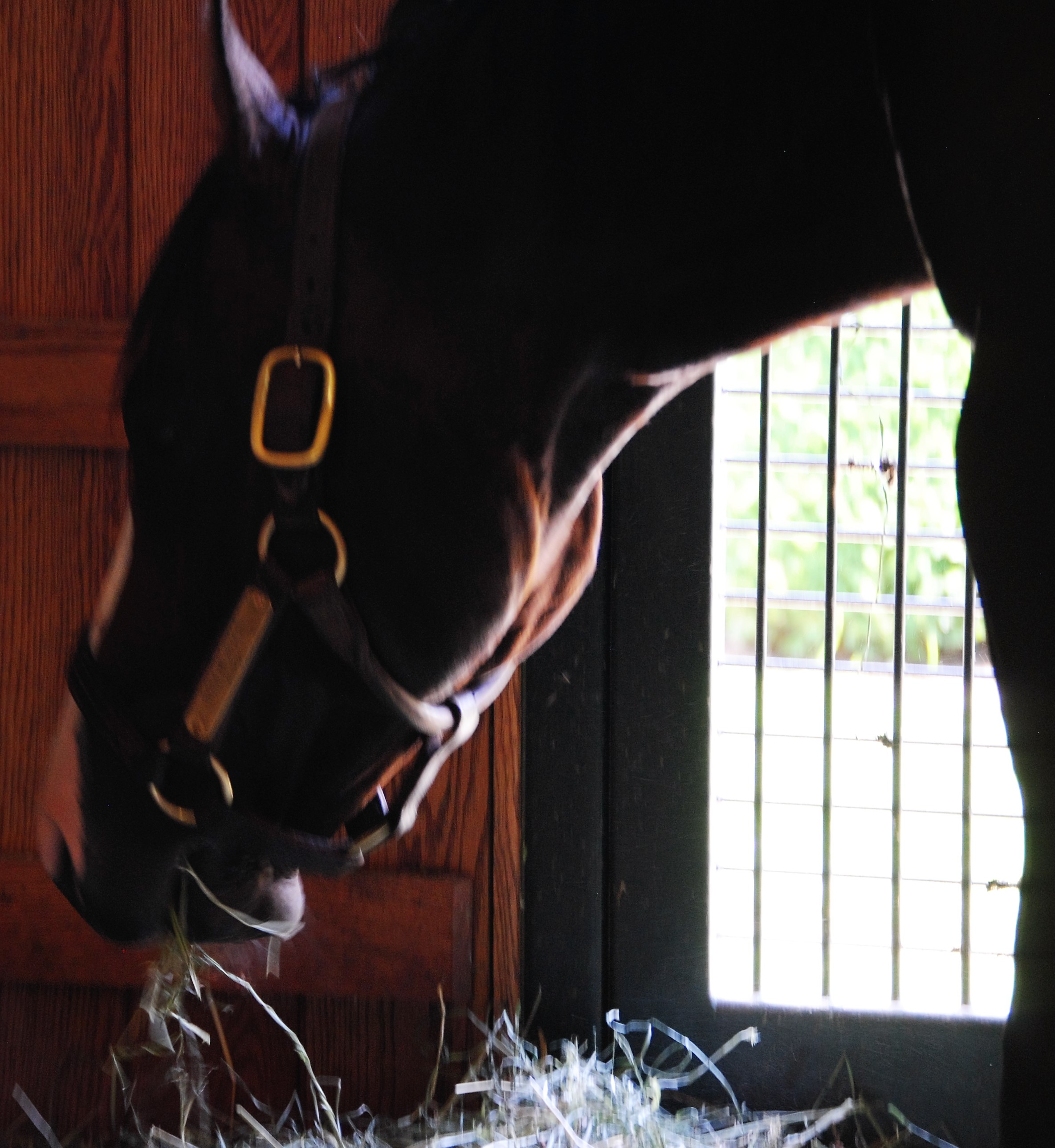
Bodemeister i sin box på WinStar Farms.

Från och med 2021 står 20 hingstar på WinStar.